# Яркин, Иван Петрович
Ива́н Петро́вич Я́ркин (1919 — 6 января 1944) — советский танкист, мастер танкового боя, участник Великой Отечественной войны, Герой Советского Союза (1944, посмертно). Гвардии старшина.
В годы Великой Отечественной войны — механик-водитель Т-34 200-й, а затем 45-й гвардейской танковой бригады. За 25 дней боёв в декабре 1943 — январе 1944 года на боевом счету его танкового экипажа — 18 подбитых и уничтоженных танков противника, из них 3 тяжёлых танка «Тигр».

## Биография

### Ранние годы
Родился в 1919 году в деревне Верхняя Мазовка (ныне — Тамбовского района Тамбовской области) в бедной семье крестьянина. Русский. Кроме Ивана, в семье Петра Григорьевича и Елены Егоровны Яркиных было ещё двое детей — сын Рома и дочь Татьяна.
В 1925 году, спасаясь от нужды, семья переехала в Сибирский край. Ярковы поселились в селе Новая Тараба современного Кытмановского района Алтайского края. Здесь окончил 8 классов, а среднюю школу уже в районном центре селе Кытманово. Учительница Новотарабовской школы Г. Н. Корольчук о Иване Яркине: «Сидел на первой парте белокурый мальчишка, способности были неплохие, к тому же он был старательный и дисциплинированный, был хорошим товарищем». По воспоминаниям людей, знавших его лично, Ивана Яркина, по-видимому, за небольшой рост звали «по-уличному» — Пекулек.
В 1937 году окончил педагогическое училище в городе Барнауле Алтайского края (ныне Барнаульский государственный педагогический колледж), работал учителем в Новониколаевской начальной школе в селе Новая Тараба Кытмановского района.
С октября 1939 года был призван в Красную Армию. Службу проходил в танковых частях в Забайкалье, в городе Чита. В 1941 году готовился к демобилизации, но помешала война.

### В годы Великой Отечественной войны
В первые дни Великой Отечественной войны в составе своей части убыл на фронт. В апреле 1942 года приезжал в Москву за получением нового танка и снова отправился на фронт. Вскоре он был контужен, потерял слух. После выздоровления в госпитале в Волоколамске вернулся на фронт.
К весне 1942 года воевал в составе 200-й танковой бригады механиком водителем танка Т-34. Участвовал в летне-осенних боях 1942 года в составе войск Западного фронта под Ржевом, оборонительном сражении под Курском в июле 1943 года и разгроме немцев на Курской дуге летом того же года. После Курской битвы бригада, ставшая 45-й гвардейской, участвовала в освобождении Левобережной Украины, затем была выведена в тыл на доукомплектование.
В декабре 1943 года войска 1-го Украинского фронта начали наступление на житомирско-бердичевском направлении. В нанесении главного удара в центре фронта в направлении на Житомир и Бердичев участвовала 1-я танковая армия, в её составе 45-я гвардейская танковая бригада 11-го гвардейского танкового корпуса. В этих наступательных боях особо отличился гвардии старшина Яркин.
К 1 января 1944 года за несколько дней боев на территории Житомирской области в составе экипажа уничтожил один тягач с зенитной установкой, 4 автомашины и до 18 солдат. Награждён орденом Красной Звезды.
Продолжая развивать наступление, к 3 января 1944 года, как отмечалось в наградном листе на звание Героя Советского Союза: «…в составе экипажа уничтожил в районе сёл Ходоровка, Иванковцы, Флорияновка (Винницкая область) 3 тяжелых танков Т-VI „Тигр“, 10 танков Т-IV, 20 пушек разных, 30 пулемётов, 60 автомашин, около 150 солдат и офицеров противника. … Ведя бой с крупными силами противника, ворвался на железнодорожную магистраль Винница-Жмеринка, перерезал железную дорогу и удерживал её 4 суток». В своих мемуарах генерал армии А. Л. Гетман, бывший командир 11-го гвардейского танкового корпуса, о тех боях писал, что механик-водитель «тридцатьчетвёрки» старшина И. П. Яркин «был одним из искуснейших мастеров вождения боевых машин. Гусеницами своего грозного танка старшина И. П. Яркин раздавил несколько вражеских орудий и пулемётов вместе с их расчётами. А всем экипажем этой „тридцатьчетвёрки“ за 25 дней боёв уничтожено 18 танков противника, из них 3 „тигра“, а также 30 орудий, столько же пулемётов, побольше 100 гитлеровцев.»
6 января 1944 года гвардии старшина Яркин погиб в бою в разведке в районе села Зозов (Липовецкого района Винницкой области). Был похоронен на месте боя. Бои за село Зозов были ожесточёнными, оно дважды переходило из рук в руки. Когда немцы ненадолго овладели Зозовым, они разрушили свежую могилу, где были похоронены советские воины, в том числе и Яркин, сломали обелиск, на котором значились имена захороненных. После войны могила оставалась безымянной.
Указом Президиума Верховного Совета СССР от 24 апреля 1944 года за «образцовое выполнение заданий командования на фронте борьбы с немецкими захватчиками и проявленные при этом отвагу и геройство» гвардии старшине Яркину Ивану Петровичу посмертно присвоено звание Героя Советского Союза.
В 1946 году останки советских воинов из безымянной могилы перенесли в братскую могилу в центр села. Похоронен в селе Зозов Липовецкого района Винницкой области.

## Награды и звания
- Герой Советского Союза (24 апреля 1944, посмертно[5]);
- орден Ленина (24 апреля 1944, посмертно[5]);
- орден Красной Звезды (18 января 1944[6]).

Монумент Славы в Барнауле

## Память
- В 1961 году грамота о присвоении звания Героя Советского Союза И. П. Яркину была передана на хранение в Новотарабовскую семилетнюю школу Кытмановского района, где до призыва в армию он работал учителем. Имя И. П. Яркина носила пионерская дружина этой школы[1][3].
- Его имя увековечено на Монументе Славы в городе Барнауле.
- В Кытманово установлен бюст Ивана Петровича Яркина.